# Columbia, New Hampshire
Columbia är en kommun (town) i Coos County i delstaten New Hampshire, USA med cirka 750 invånare (2000).